# Tiliacora triandra
Tiliacora triandra är en tvåhjärtbladig växtart som först beskrevs av Henry Thomas Colebrooke, och fick sitt nu gällande namn av Friedrich Ludwig Diels. Tiliacora triandra ingår i släktet Tiliacora och familjen Menispermaceae. Inga underarter finns listade i Catalogue of Life.

## Bildgalleri

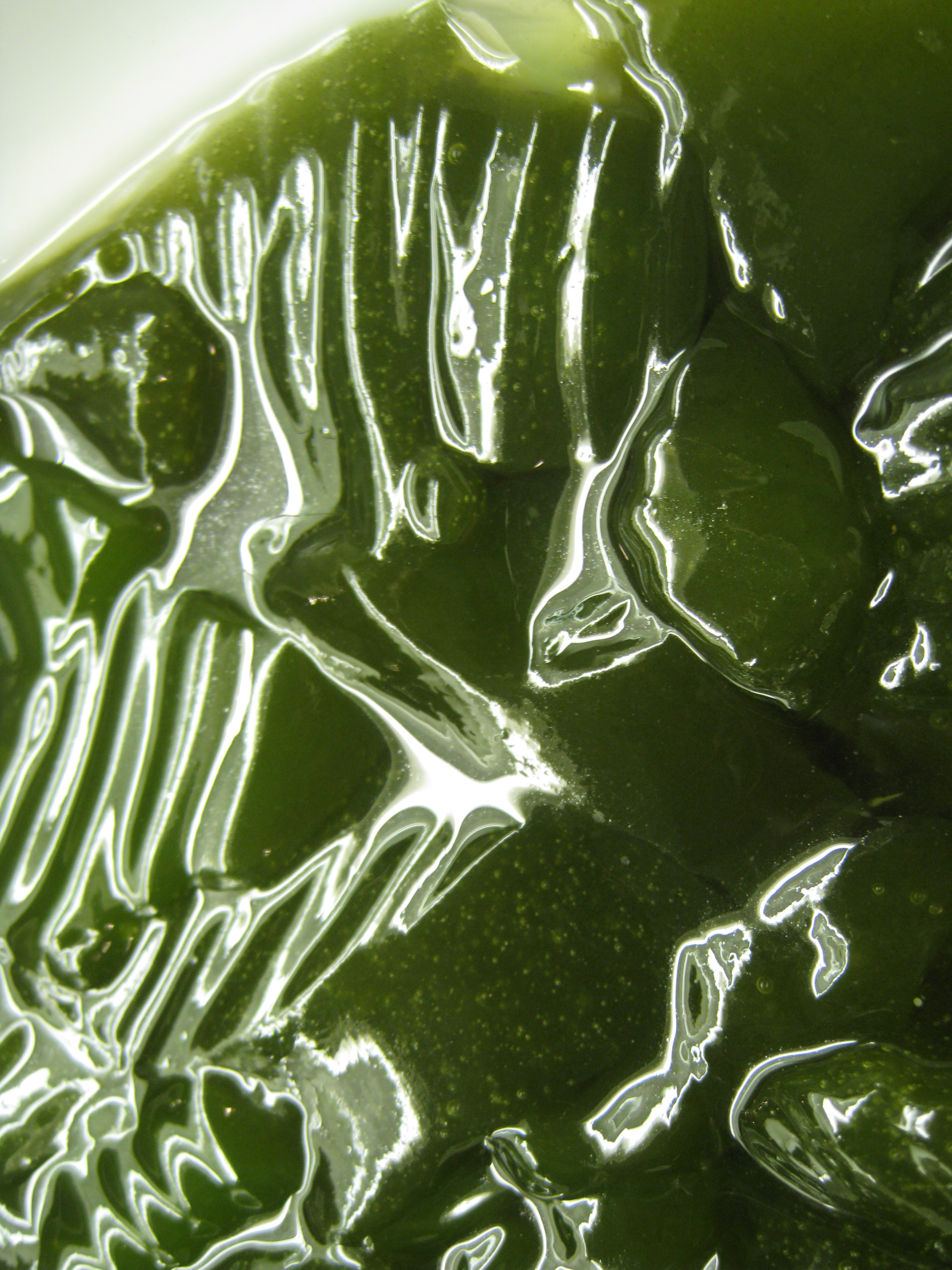